# Rue Pasquier
Pour les articles homonymes, voir Pasquier.
La rue Pasquier est une voie du 8e arrondissement de Paris. 

## Situation et accès
Elle commence  boulevard Malesherbes et rue de la Ville-l'Évêque et se termine rue de Rome.
Le quartier est desservi par plusieurs lignes de métro :
- lignes 8, 12 et 14 à la station Madeleine,
- ligne 9 à la station Saint-Augustin.

## Origine du nom

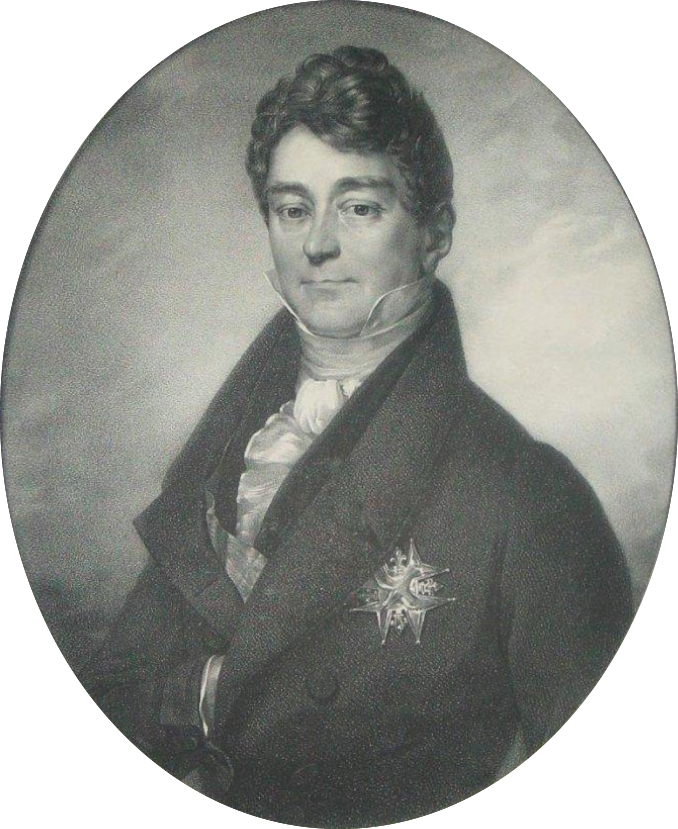
Étienne-Denis Pasquier.

Elle porte le nom du chancelier de France Étienne-Denis Pasquier (1767-1862).

## Historique
La rue de la Madeleine allait à l'origine de la rue du Faubourg-Saint-Honoré à l'ancienne église de la Madeleine, située au début de l'actuel boulevard Malesherbes, à peu près à l'angle où la rue Pasquier rejoint la rue de la Ville-l'Évêque.
Elle fut prolongée jusqu'à la rue des Mathurins sur des terrains appartenant à M. de Monttessuy et provenant du couvent des religieuses Bénédictines de la Ville l'Évêque (voir « Rue de l'Arcade »). Une délibération du corps municipal du 16 février 1792 autorisa l'ouverture de cette voie dont le procès-verbal de réception fut dressé le 29 février. Sa largeur fut alors fixée à 9,74 mètres. Cette largeur fut confirmée par une décision ministérielle du 19 juillet 1808 avant d'être portée à 12 mètres par une ordonnance royale du 5 juin 1839.
En 1862, la rue fut prolongée au nord jusqu'à la rue de la Pépinière. En 1863, le tronçon situé au nord du boulevard Malesherbes fut rebaptisé « rue Pasquier » en l'honneur du chancelier Pasquier (1767-1862), préfet de police sous l'Empire, plusieurs fois ministre (Justice, Affaires étrangères) sous la Restauration, chancelier de France et président de la Chambre des pairs sous la monarchie de Juillet.

## Bâtiments remarquables et lieux de mémoire
- No 15 (immeuble démoli) : l’écrivain René Boylesve (1867-1926) a habité à cette adresse[3].
- No 15 bis (ancien) : du début de 1860 à 1866, Hippolyte Bayard ouvre un atelier photographique, associé à Bertall avec lequel il avait déjà collaboré dès 1855 au 15 bis, rue de la Madeleine[4].
- No 25 : immeuble de style Louis-Philippe, habité en 1910 par Paul Plan, artiste dramatique[5]. On y trouve de nos jours le siège social de la maison de couture Pierre Balmain et d'autres entreprises.
- No 28 : passage Puteaux, ouvert en 1839.
- No 29 : chapelle expiatoire, construite par Pierre Fontaine.
- No 30 bis[6] : domicile d'Alexis de Tocqueville et sa femme Marie en 1847[7].
- No 34 : immeuble de style Art déco construit en 1929 par les architectes Alex et Pierre Fournier, ayant servi de siège à la  Société financière française et coloniale (SFFC) ; plusieurs bas-reliefs réalisés par Georges Saupique ornent la façade, représentant un chameau, un éléphant, un crocodile, un requin, un singe et un serpent[8].

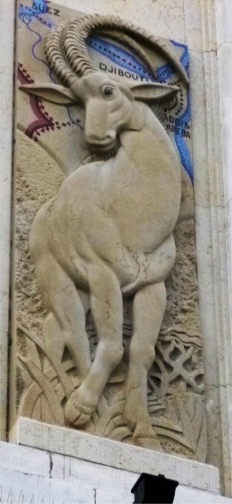
Mouflon.
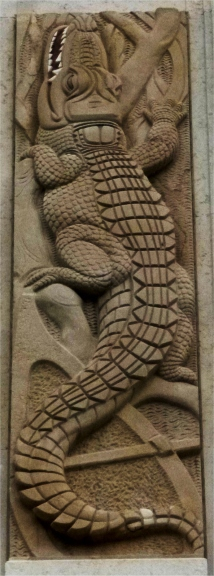
Crocodile.
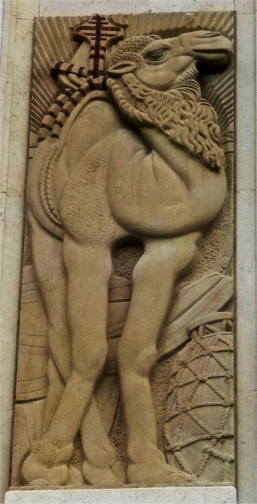
Chameau.
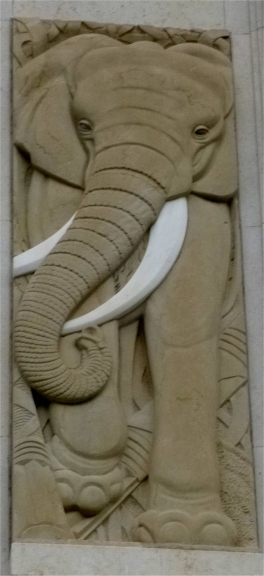
Éléphant.

- No 40 :  ancien siège parisien de la compagnie d’assurance espagnole Phénix, dont le dôme est couronné par une statue en bronze représentant un phénix. Elle est la copie de celle qui était installée sur le dôme du siège madrilène de la compagnie[9].
- No 42 : emplacement d'un « joli pavillon » selon le marquis de Rochegude[5] (en 1910), aujourd'hui disparu.
- No 44 : cinéma Saint-Lazare Pasquier. Ouvert en 1938 sous le nom de Saint-Lazare Actualité, il ferme en 2016[10].

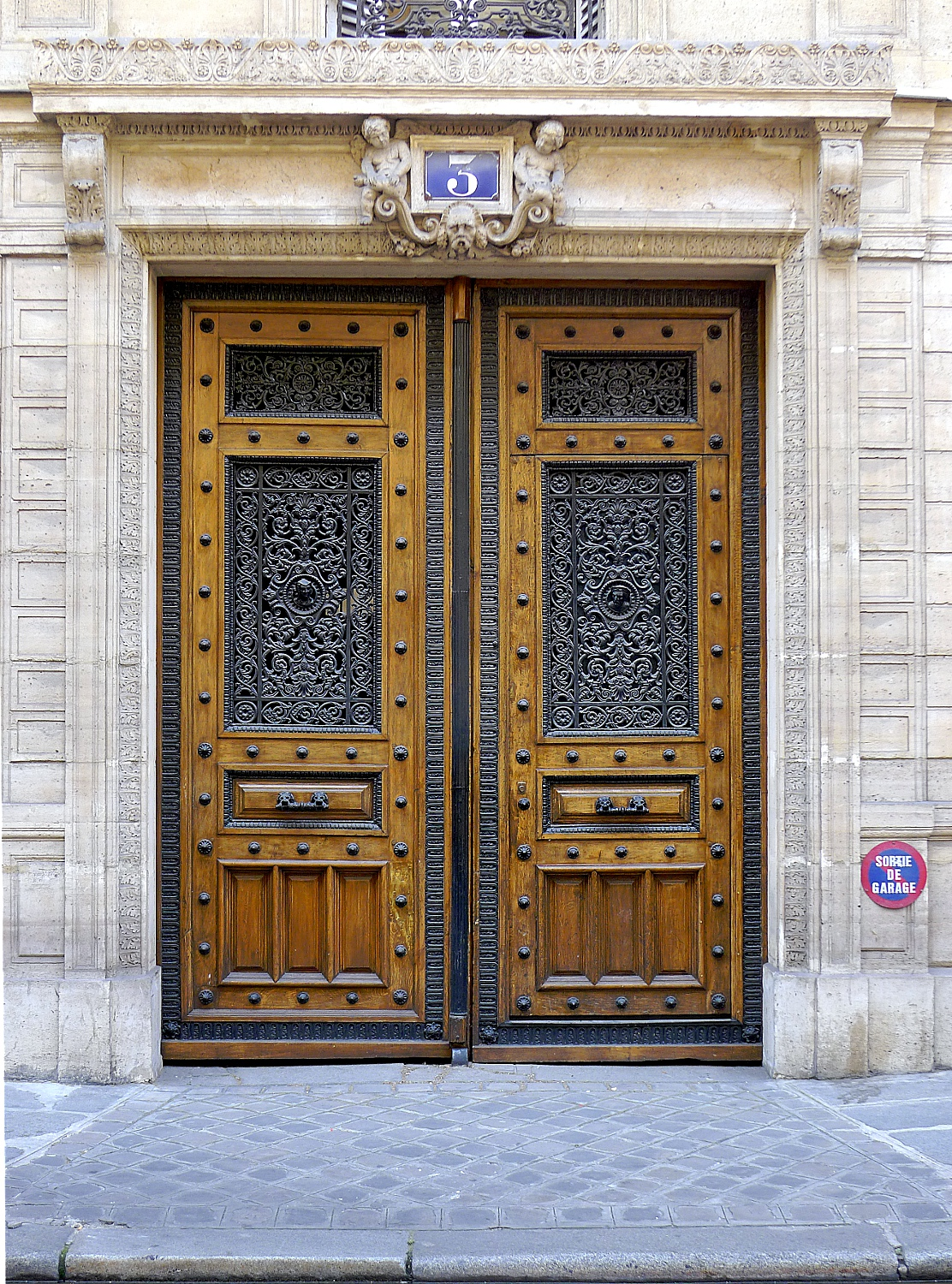
No 3 : porte cochère.
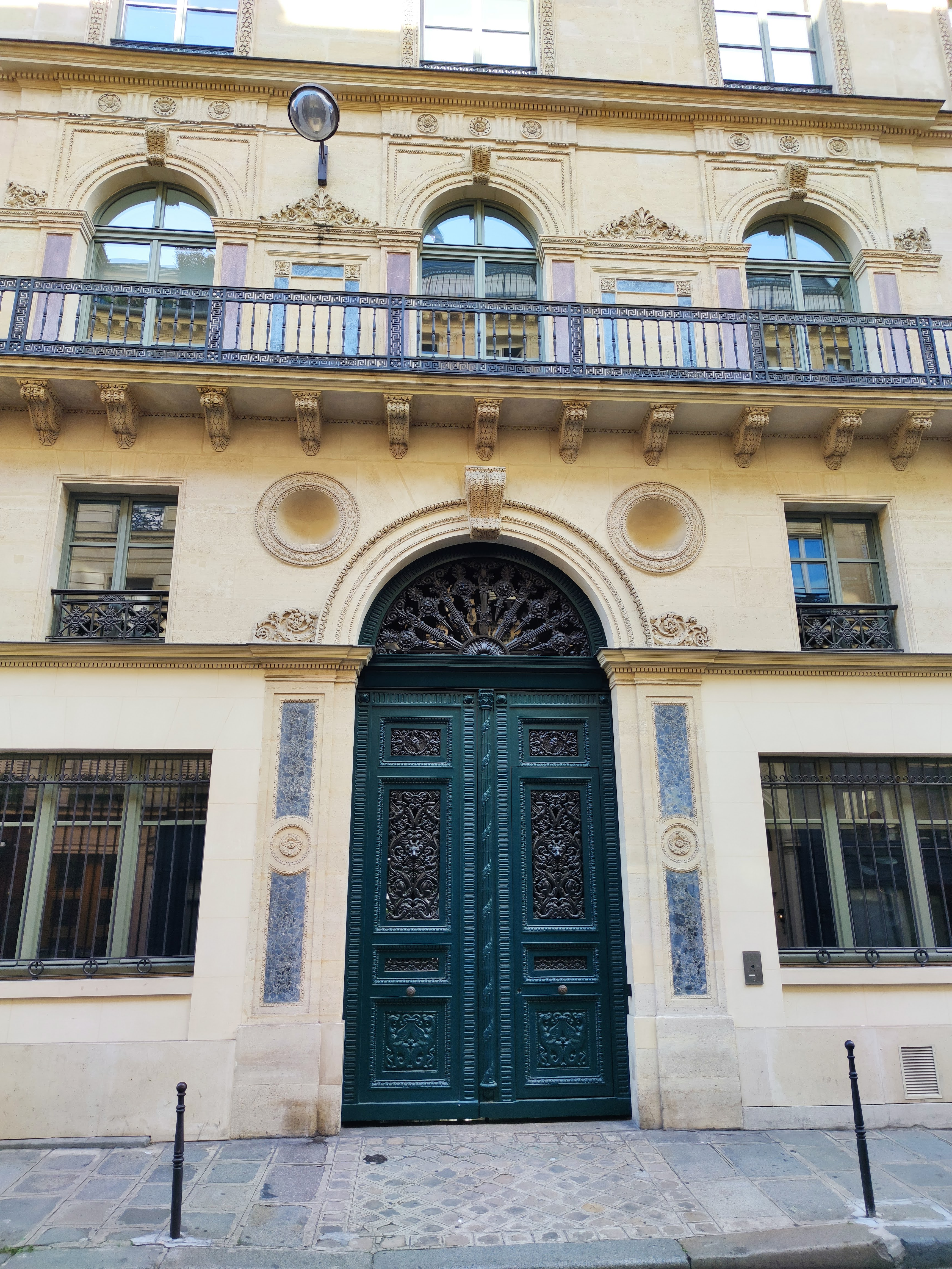
No 25.
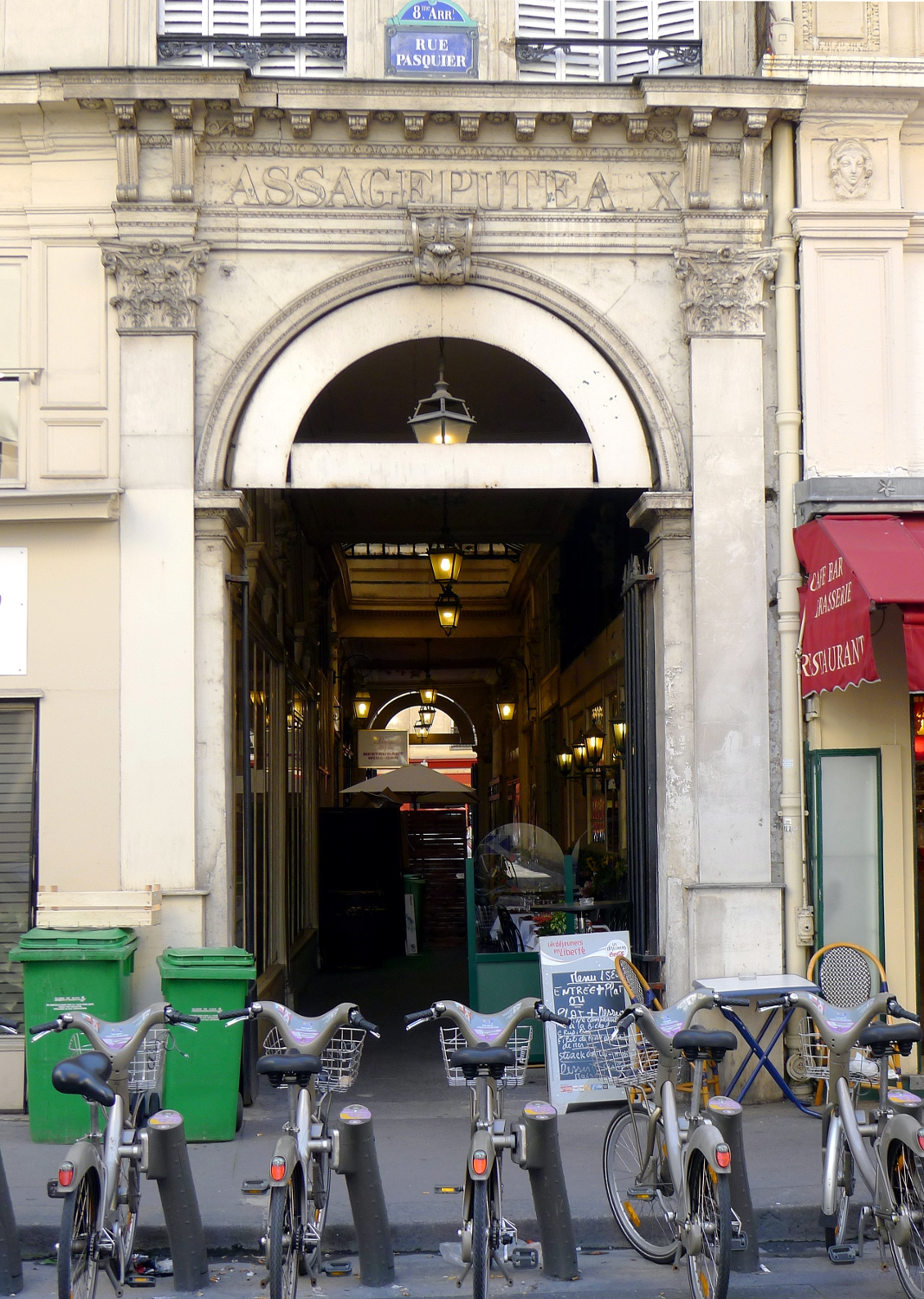
No 28 : passage Puteaux.
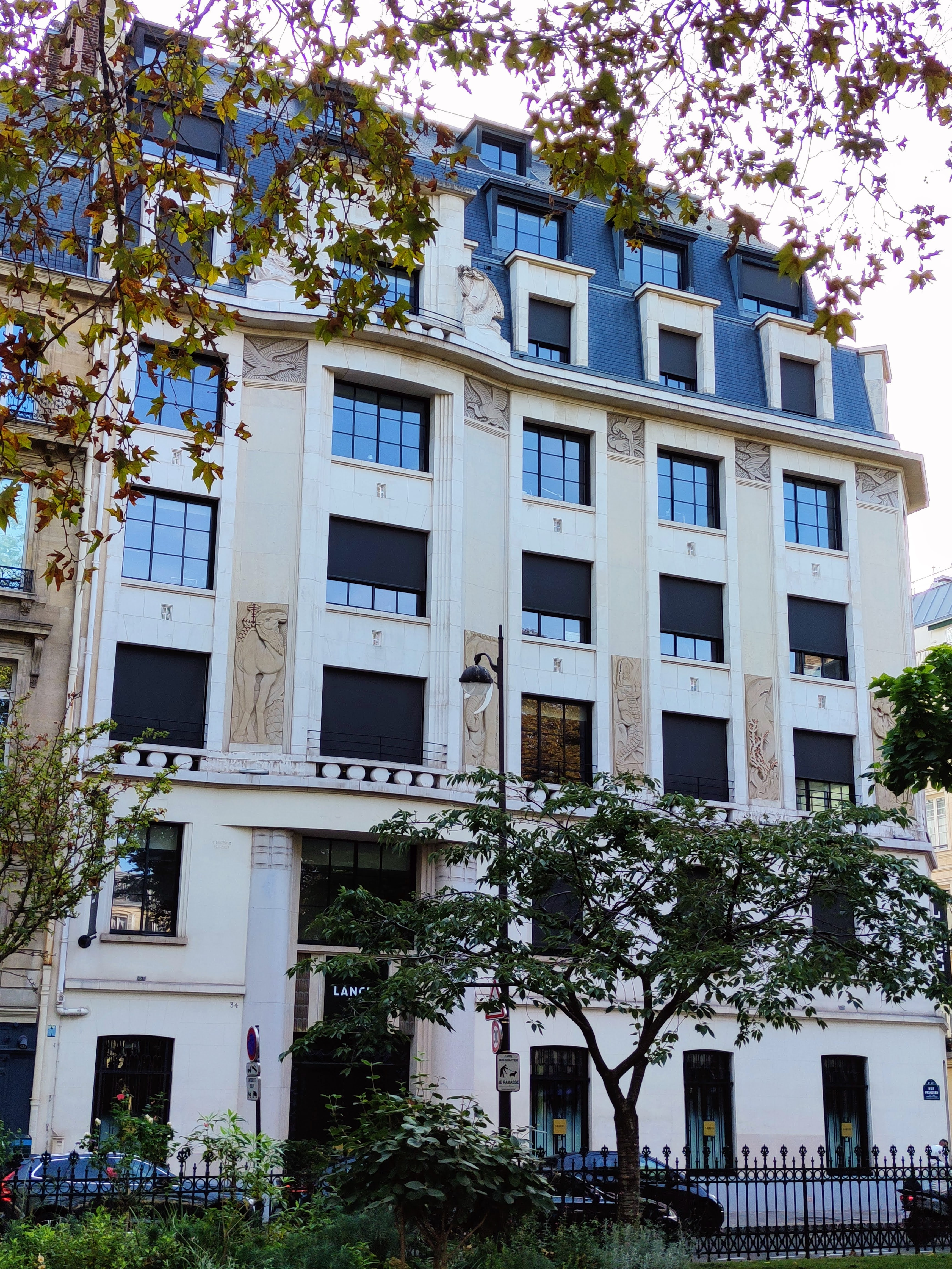
No 34 : immeuble Art déco.
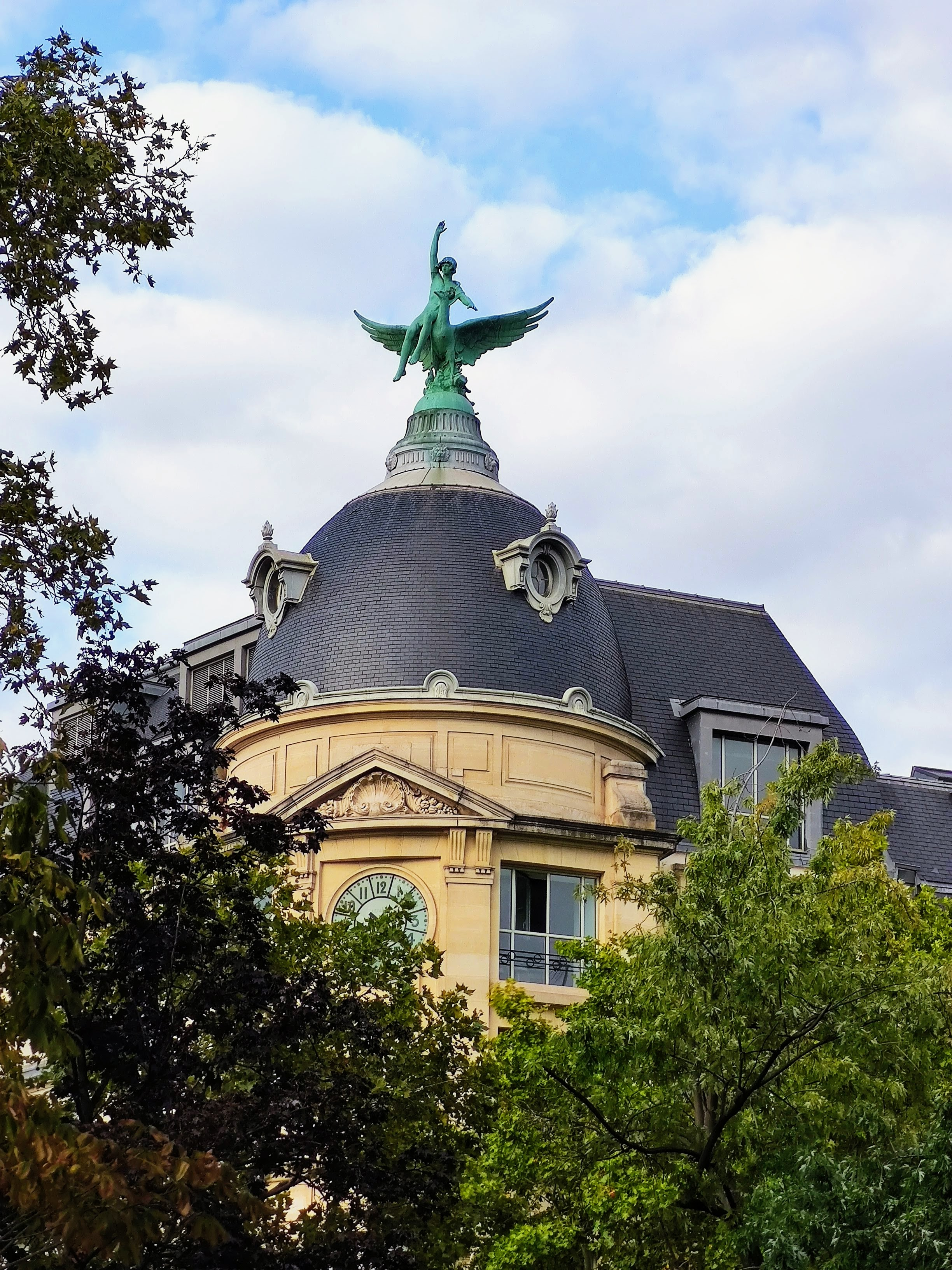
No 40 : dôme à l'angle de la rue et du boulevard Haussmann.